# 해피 이벤트
해피 이벤트(프랑스어: Un heureux événement, 영어: A Happy Event)는 2011년 공개된 프랑스의 코미디 영화이다.

## 줄거리
바바라와 니콜라스는 완벽한 사랑을 나누고 있지만, 그들의 행복에 한 가지 부족한 것이 있다. 바로 아이이다. 어느 날, 바바라는 임신을 하게 되고, 딸이 태어나면서 두 사람의 관계와 니콜라스의 가족 관계에 균열이 생기기 시작한다.

## 출연

### 주연
- 루이즈 보르고앙
- 피오 마르마이

### 조연
- 조시앙 발라스코
- 티에리 프레몽
- 가브리엘 라주어
- 휘르민 리샤르

## 기타
- 믹싱: 마크 엥겔스